# Forintos Boldizsár
Forintosházi Forintos Boldizsár (Nagykanizsa, 1768. január 21. – Mihályfa, 1828. augusztus 26.), jogász, alszolgabíró, táblabíró, zalai szabadkőműves, földbirtokos.

## Élete
A római katolikus nemesi származású forintosházi Forintos család sarja. Apja forintosházi Forintos Gábor (1723–1782), Zala vármegye első alispánja, anyja lomniczai Skerlecz Erzsébet (1732–1802) volt. Apai nagyszülei forintosházi Forintos Ádám (1691–1757), táblabíró, főszolgabíró és nemes Bősy Katalin voltak. Anyai nagyszülei lomniczai Skerlecz Sándor (1700–1733) és barkóczi Rosty Mária (1710–1763) voltak.
A fiatal Forintos Boldizsár, a jogi tanulmányai befejezése után, majd a vármegye közigazgatásával foglalkozott. 1795. május 4-én a szántói járás alszolgabírájává választották. A jakobinus összeesküvés során perbe fogták megyei fontos tisztséget betöltő személyeket, akiket 1797-ben váltott le a hivatalából az uralkodó. Ők tagjai voltak a "A jó tanácshoz" nevű zalaegerszegi szabadkőműves páholynak, melynek vezetői az alispán, jáprai Spissich János, és a belső baráti köréhez tartozó nemes Mlinarics Lajos (1743-1802), zalai alispán, voltak. A páholytagok között szerepelt ifjabb forintosházi Forintos Gábor, Zala vármegyei főjegyző és fivére, forintosházi Forintos Boldizsár. Habár Spissichet és a főembereit leváltották, Forintos Boldizsár egészen 1806. április 2-ig töltötte be az alszolgabírói hivatalát.

### Házassága és gyermekei
1791. július 29-én Kisgörbőn vette feleségül nemes Mlinarics Annát (Kisgörbő, 1772. –Martonfa, 1844. december 12.), nemes Mlinarics Lajos (1743-1802), zalai alispán, a zalaegerszegi szabadkőműves páholytag és nemes Chinorányi Terézia asszonynak a lánya. Forintos Boldizsárné Mlinarics Annának a mostohaanyja Mlinarits Lajosné rákosi Boros Terézia (1747-1817) asszony volt. A házasságukból született:
- Forintos György (1792–1857), alszolgabíró, Deák-párt ellenzékének a vezére. Neje, koronghi Lippich Viktória.
- Forintos Sándor (1796–?). Neje, koronghi Lippich Mária.
- Forintos Antal (1801–1825).
- Forintos Teréz (1803–1885).[6] Férje, koronghi Lippich Sándor.[7]
- Forintos Jozefa (1807–1881).[8] Férje, makkoshetyei Hettyey Antal (1788-1862), törvényszéki bíró, testőr.[9]
- Forintos Emánuel (1809–1813)
- Forintos Franciska (1811–1894). Első férje, koronghi Lippich Imre; Második férje, meszlényi Marton Péter volt.
- Forintos Ludovika (1813–?). Férje, először Tóth Ferenc, majd nemes Korcsmáros János Nepomuk (1809–1885).[10]